# Orathai Srimanee
Orathai Srimanee (in thailandese อรทัย ศรีมณี; Mueang Sisaket, 12 giugno 1988) è una calciatrice e giocatrice di calcio a 5 thailandese, attaccante del KhonKaen e della nazionale thailandese.
Grazie alla doppietta siglata contro la Costa d'Avorio al Mondiale di Canada 2015 è diventata la prima calciatrice del suo paese a segnare in un Campionato del Mondo.

## Carriera

### Calcio a 5
Nella prima parte della carriera Orathai Srimanee pratica il calcio a 5, inserita in rosa anche nella nazionale di calcio a 5 femminile che vince il torneo dei XXIV Giochi del Sud-est asiatico.

### Calcio a 11

#### Nazionale
Orathai Srimanee viene convocata dalla Federcalcio thailandese per indossare la maglia della formazione Under-19 che partecipa al Mondiale casalingo del 2004; a disposizione del tecnico Prapol Pongpanich la squadra si rivela incapace di competere con le avversarie del gruppo A venendo eliminata con tre sconfitte.
Srimanee confluisce nella nazionale maggiore fin dal 2009, chiamata dal tecnico Sompong Wattana nel corso delle qualificazioni alla Coppa d'Asia di Cina 2010
In seguito partecipa al campionato femminile di calcio dell'ASEAN e alla Coppa d'Asia, ottenendo con la prima tre vittorie nelle edizioni di Vietnam 2015, Birmania 2016 e Indonesia 2018.
In occasione della storica qualificazione nella nazionale thailandese alle fasi finali del Mondiale di Canada 2015, viene inserita in rosa dalla selezionatrice Nuengruethai Sathongwien nella squadra impegnata nel Mondiale. Srimanee scende in campo in tutti i tre incontri disputati dalla sua nazionale della fase a gironi, segnando una doppietta contro la Costa d'Avorio nella seconda partita del Gruppo B, prima della sua eliminazione dal torneo.